# Saxylle-Kilsund
Saxylle-Kilsund AB var ett svenskt textilföretag.
Kilsunds AB startade sin verksamhet 1896 i Borås med ett väveri om ett 80-tal vävstolar. Det leddes 1896-1916 av grundaren Hugo Davidson. Tillverkningen omfattade tunna lätta kamgarnstyger för damklänningar och dräkter.
Företaget såldes till ett konsortium av Manufaktur AB Svea och AB Borås Klädningstygsfabrik, men de tre företagen förblev fristående. 1929 skedde en sammanslagning av Kilsunds AB med Manufaktur AB Svea. Därefter köptes AB Merinos och AB Borås Klädningstygsfabrik. 1932 hade hela koncernen omkring 1 000 anställda.
Kilsunds AB noterades på Stockholmsbörsen 17 juni 1957.

## Kilsunds AB
År 1965 omvandlades Kilsunds AB till ett förvaltningsbolag med två dotterbolag i AB Fodervävnader (ägt tillsammans med Holmsunds Bruks AB) som tillverkade foder- och syntetvävnader för beklädnadsändamål, samt Kilsunds Invention AB, som exploaterade uppfinningar inom det textila området. Kilsunds AB hade 1975 börsnoterade aktier till ett värde av 33 miljoner kronor. 
Företaget, som drabbades hårt av tekokrisen, överlevde dock länge genom personalminskningar, men nedlades i början av 2000-talet. Den tidigare fabriksbyggnaden är numera ett industrihotell kombinerat med lokaler för kontor, föreningar och förråd/lager.